# (4889) Praetorius
(4889) Praetorius es un asteroide perteneciente al cinturón de asteroides, descubierto el 19 de octubre de 1982 por Freimut Börngen desde el Observatorio Karl Schwarzschild, en Tautenburg, Alemania.

## Designación y nombre
Designado provisionalmente como 1982 UW3. Fue nombrado Praetorius en honor a Michael Praetorius compositor y escritor alemán musical del barroco temprano.

## Características orbitales
Praetorius está situado a una distancia media del Sol de 3,093 ua, pudiendo alejarse hasta 3,688 ua y acercarse hasta 2,498 ua. Su excentricidad es 0,192 y la inclinación orbital 13,94 grados. Emplea 1987 días en completar una órbita alrededor del Sol.

## Características físicas
La magnitud absoluta de Praetorius es 12,3. Tiene 21,181 km de diámetro y su albedo se estima en 0,057.